# Kirchvers
Kirchvers ist mit etwa 900 Einwohnern der zweitgrößte Ortsteil der Großgemeinde Lohra. Die Ortschaft liegt auf 211 m ü. NHN im mittelhessischen Landkreis Marburg-Biedenkopf.

## Geschichte

### Ortsgeschichte
Die älteste bekannte schriftliche Erwähnung von Kirchvers erfolgte unter dem Namen Ferse um das Jahr 1130. Das Mainzer St. Stephansstift bezog zu dieser Zeit Gefälle aus seinem dortigen Güterbesitz. Unklar ist bis heute, ob es sich bei Ferse um Kirchvers oder um den Nachbarort Altenvers handelt. Während des Dreißigjährigen Krieges brannte ein Großteil des Dorfes nieder, auch die Kirchenbücher gingen in den Flammen verloren.
Hessische Gebietsreform (1970–1977)
Im Zuge der Gebietsreform in Hessen wurde die bis dahin selbständige Gemeinde Kirchvers mit weiteren Gemeinden kraft Landesgesetz zum 1. Juli 1974 der Großgemeinde Lohra angegliedert.
Für alle eingegliederten ehemaligen Gemeinden und die Kerngemeinde wurde je ein Ortsbezirk eingerichtet.

### Verwaltungsgeschichte im Überblick
Die folgende Liste zeigt die Staaten und Verwaltungseinheiten, denen Kirchvers angehört(e):
- vor 1567: Heiliges Römisches Reich, Landgrafschaft Hessen, Gericht Lohra (Gericht Lohra bestand aus den Orten Lohra, Nanzhausen, Willershausen, Rodenhausen, Seelbach, Rollshausen, Altenvers, Raimarshausen, Weiboldshausen, Kirchvers, Oberwalgern, Holzhausen, Stedebach und Damm)[6]
- ab 1567: Heiliges Römisches Reich, Landgrafschaft Hessen-Marburg, Gericht Lohra
- 1604–1648: Heiliges Römisches Reich, strittig zwischen Landgrafschaft Hessen-Darmstadt und Landgrafschaft Hessen-Kassel (Hessenkrieg), Gericht Lohra
- ab 1648: Heiliges Römisches Reich, Landgrafschaft Hessen-Kassel, Gericht Lohra
- ab 1686: Heiliges Römisches Reich, Landgrafschaft Hessen-Kassel, Amt Fronhausen
- ab 1806: Landgrafschaft Hessen-Kassel, Amt Fronhausen
- 1807–1813: Königreich Westphalen, Departement der Werra, Distrikt Marburg, Kanton Lohra
- ab 1815: Kurfürstentum Hessen, Amt Fronhausen[7]
- ab 1821: Kurfürstentum Hessen, Provinz Oberhessen, Kreis Marburg[8][Anm. 2]
- ab 1848: Kurfürstentum Hessen, Bezirk Marburg
- ab 1851: Kurfürstentum Hessen, Provinz Oberhessen, Kreis Marburg
- ab 1867: Königreich Preußen, Provinz Hessen-Nassau, Regierungsbezirk Kassel, Kreis Marburg
- ab 1871: Deutsches Reich,  Königreich Preußen, Provinz Hessen-Nassau, Regierungsbezirk Kassel, Kreis Marburg
- ab 1918: Deutsches Reich, Freistaat Preußen, Provinz Hessen-Nassau, Regierungsbezirk Kassel, Kreis Marburg
- ab 1944: Deutsches Reich, Freistaat Preußen, Provinz Kurhessen, Landkreis Marburg
- ab 1945: Amerikanische Besatzungszone, Groß-Hessen, Regierungsbezirk Kassel, Landkreis Marburg
- ab 1946: Amerikanische Besatzungszone, Hessen, Regierungsbezirk Kassel, Landkreis Marburg
- ab 1949: Bundesrepublik Deutschland, Hessen, Regierungsbezirk Kassel, Landkreis Marburg
- ab 1974: Bundesrepublik Deutschland, Hessen, Regierungsbezirk Kassel, Landkreis Marburg-Biedenkopf, Gemeinde Lohra[Anm. 3]
- ab 1981: Bundesrepublik Deutschland, Hessen, Regierungsbezirk Gießen, Landkreis Marburg-Biedenkopf, Gemeinde Lohra

### Gerichte seit 1821
Mit Edikt vom 29. Juni 1821 wurden in Kurhessen Verwaltung und Justiz getrennt. Der Kreis Marburg war für die Verwaltung und das Justizamt Fronhausen war als Gericht in erster Instanz für Kirchvers zuständig. Nach der Annexion Kurhessens durch Preußen 1866 erfolgte am 1. September 1867 die Umbenennung des bisherigen Justizamtes in Amtsgericht Fronhausen. Das Amtsgericht Fronhausen wurde 1943 geschlossen. Es wurde zunächst als Zweigstelle des Amtsgerichts Marburg geführt und 1948 endgültig aufgelöst. Der Gerichtsbezirk wurde dem Amtsgericht Marburg zugeordnet.

## Bevölkerung

### Einwohnerstruktur 2011
Nach den Erhebungen des Zensus 2011 lebten am Stichtag, dem 9. Mai 2011, in Kirchvers 906 Einwohner. Darunter waren 33 (3,6 %) Ausländer.
Nach dem Lebensalter waren 156 Einwohner unter 18 Jahren, 372 zwischen 18 und 49, 222 zwischen 50 und 64 und 159 Einwohner waren älter. Die Einwohner lebten in 378 Haushalten. Davon waren 108 Singlehaushalte, 102 Paare ohne Kinder und 135 Paare mit Kindern sowie 27 Alleinerziehende und 6 Wohngemeinschaften. In 75 Haushalten lebten ausschließlich Senioren und in 258 Haushaltungen lebten keine Senioren.

### Einwohnerentwicklung
| Quelle: Historisches Ortslexikon | |
| • 1502:                          | 16 Hausgesesse |
| • 1577:                          | 43 Hausgesesse |
| • 1630:                          | 26 Hausgesesse (einschließlich 3 Witwen). 2 dreispännige, 8 zweispännige, 6 einspännige Ackerleute, 10 Einläuftige. |
| • 1681:                          | 23 hausgesessene Mannschaften                                                                                       |
| • 1838:                          | Familien: 30 nutzungsberechtigte, 12 nicht nutzungsberechtigte Ortsbürger, 3 Beisassen                              |

| Kirchvers: Einwohnerzahlen von 1745 bis 2011 | Kirchvers: Einwohnerzahlen von 1745 bis 2011 | Kirchvers: Einwohnerzahlen von 1745 bis 2011 | Kirchvers: Einwohnerzahlen von 1745 bis 2011 | Kirchvers: Einwohnerzahlen von 1745 bis 2011 |
| --- | -------------------------------------------- | -------------------------------------------- | -------------------------------------------- | -------------------------------------------- |
| Jahr |                                              |                                              |                                              | Einwohner                                    |
| 1745 | 1745                                         |                                              | 190                                          | 190                                          |
| 1800 | 1800                                         |                                              | ?                                            | ?                                            |
| 1834 | 1834                                         |                                              | 221                                          | 221                                          |
| 1840 | 1840                                         |                                              | 243                                          | 243                                          |
| 1846 | 1846                                         |                                              | 263                                          | 263                                          |
| 1852 | 1852                                         |                                              | 279                                          | 279                                          |
| 1858 | 1858                                         |                                              | 279                                          | 279                                          |
| 1864 | 1864                                         |                                              | 295                                          | 295                                          |
| 1871 | 1871                                         |                                              | 301                                          | 301                                          |
| 1875 | 1875                                         |                                              | 333                                          | 333                                          |
| 1885 | 1885                                         |                                              | 328                                          | 328                                          |
| 1895 | 1895                                         |                                              | 309                                          | 309                                          |
| 1905 | 1905                                         |                                              | 345                                          | 345                                          |
| 1910 | 1910                                         |                                              | 372                                          | 372                                          |
| 1925 | 1925                                         |                                              | 402                                          | 402                                          |
| 1939 | 1939                                         |                                              | 426                                          | 426                                          |
| 1946 | 1946                                         |                                              | 570                                          | 570                                          |
| 1950 | 1950                                         |                                              | 587                                          | 587                                          |
| 1956 | 1956                                         |                                              | 520                                          | 520                                          |
| 1961 | 1961                                         |                                              | 550                                          | 550                                          |
| 1967 | 1967                                         |                                              | 665                                          | 665                                          |
| 1980 | 1980                                         |                                              | ?                                            | ?                                            |
| 1990 | 1990                                         |                                              | ?                                            | ?                                            |
| 2000 | 2000                                         |                                              | ?                                            | ?                                            |
| 2011 | 2011                                         |                                              | 906                                          | 906                                          |
| Datenquelle: Historisches Gemeindeverzeichnis für Hessen: Die Bevölkerung der Gemeinden 1834 bis 1967. Wiesbaden: Hessisches Statistisches Landesamt, 1968. Weitere Quellen: LAGIS; Zensus 2011 |                                              |                                              |                                              |                                              |

### Historische Religionszugehörigkeit
| Quelle: Historisches Ortslexikon |                                                                                |
| • 1861:                          | 291 evangelisch-lutherische Einwohner                                          |
| • 1885:                          | 324 evangelische (= 98,78 %), keine katholischen, 4 andere Christen (= 1,22 %) |
| • 1961:                          | 475 evangelische (= 86,36 %), 36 katholische (= 6,55 %) Einwohner              |

### Historische Erwerbstätigkeit
| Quelle: Historisches Ortslexikon | |
| • 1745:                          | Erwerbspersonen: drei Schneider, zwei Müller, ein Maurer, ein Leineweber, ein Weißbinder, ein Wirt, ein Branntweinbrenner, zwei Schmiede, ein Braumeister, zwei Zimmerleute, 5 Tagelöhner (-innen). |
| • 1838:                          | Familien: 29 Ackerbau, 11 Gewerbe, 3 Tagelöhner. |
| • 1961:                          | Erwerbspersonen: 116 Land- und Forstwirtschaft, 137 Produzierendes Gewerbe, 16 Handel und Verkehr, 15 Dienstleistungen und Sonstiges.                                                               |

## Politik
Für Kirchvers besteht ein Ortsbezirk mit Ortsbeirat und Ortsvorsteher nach der Hessischen Gemeindeordnung. Er umfasst das Gebiet der ehemaligen Gemeinde Kirchvers.
Der Ortsbeirat Kirchvers besteht aus sieben Mitgliedern. Bei den Kommunalwahlen in Hessen 2021 betrug die Wahlbeteiligung zum Ortsbeirat 63,99 %. Alle Kandidaten gehörten der „Bürgerliste Kirchvers“ an. Der Ortsbeirat wählte Margarete Fiedler zur Ortsvorsteherin.

## Kultur und Sehenswürdigkeiten

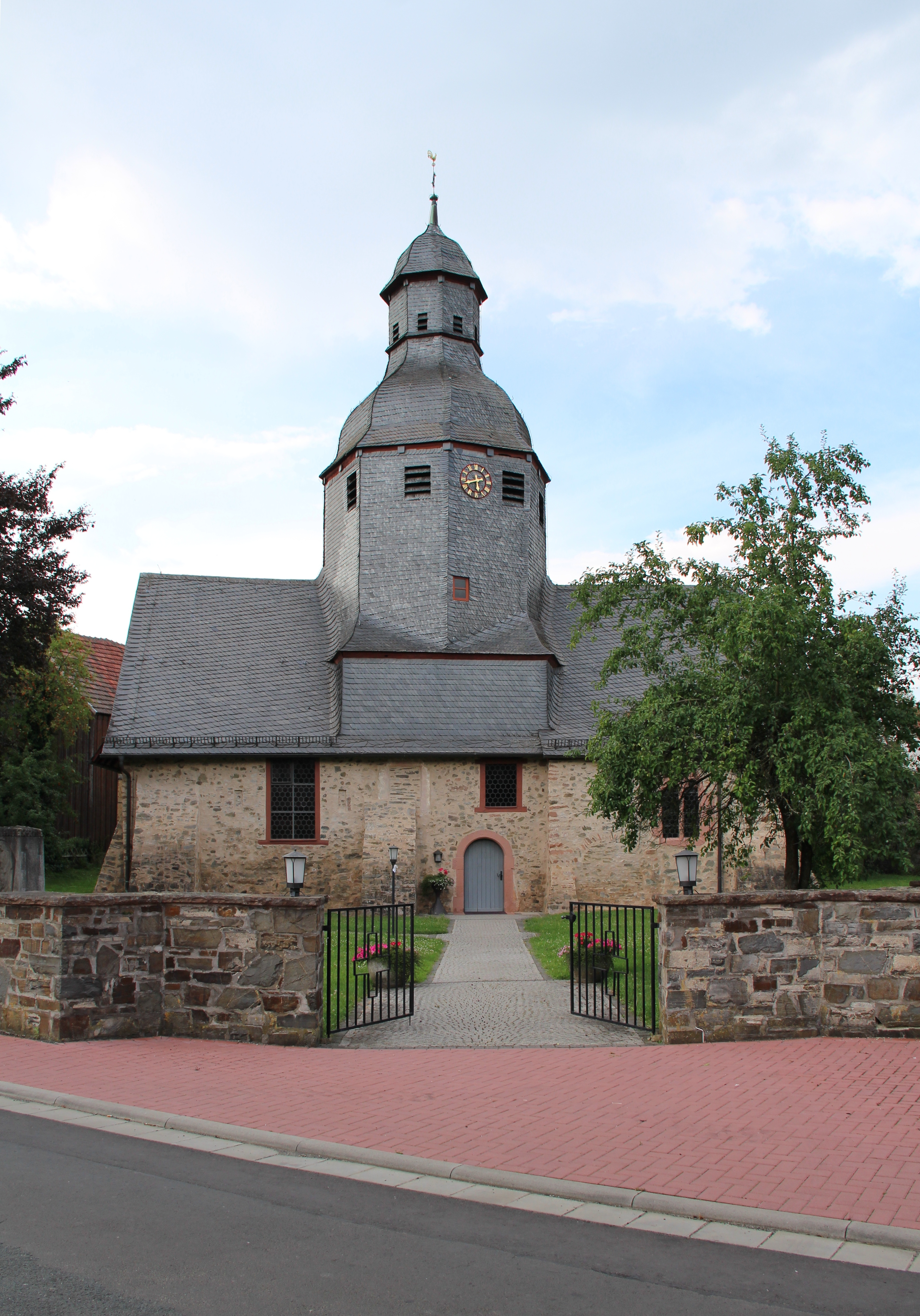
Evangelische Kirche

### Bauwerke
- Besonders sehenswert ist die romanische Kirche aus dem 13. Jahrhundert.
- Das Waldschwimmbad wurde in den 1990er Jahren durch Eigeninitiative eines Fördervereins renoviert.
- JF-Freizeitgelände der Hessischen Jugendfeuerwehr im Landesfeuerwehrverband Hessen (mit Übernachtungsmöglichkeit in vier Schlafräumen mit 15 Betten und Zeltplatz)[15]

### Vereine
Neben einer Fußballabteilung, die inzwischen zusammen mit dem VfB Altenvers in einer Fußballspielgemeinschaft als SG Versbachtal am Spielbetrieb teilnimmt und seine Heimspiele auf dem Kunstrasenplatz in Altenvers austrägt, hat der SV Kirchvers auch eine Volleyball- und eine Turnabteilung. Zudem gestalten mit der Freiwilligen Feuerwehr, dem Männergesangverein „Concordia“ Kirchvers und der Burschenschaft „Club Einigkeit 1951“ weitere Vereine das dörfliche Leben.